# Acantholochus zairae
Acantholochus zairae is een eenoogkreeftjessoort uit de familie van de Bomolochidae. De wetenschappelijke naam van de soort is voor het eerst geldig gepubliceerd in 2010 door Morales-Serna & Gómez.